# 勝俣鎮夫
勝俣 鎮夫（かつまた しずお、1934年9月29日 - 2023年9月13日）は、日本の歴史学者・日本中世史学者。東京大学名誉教授、静岡文化芸術大学名誉教授。東京生まれ。

## 経歴
- 1961年 東京大学文学部国史学科卒業
- 1966年 東京大学大学院人文科学研究科博士課程中退
- 1966年 東京大学大学院人文科学研究科助手
- 1968年 岐阜大学教育学部助教授
- 1979年 東京大学教養学部助教授
- 1985年 東京大学教養学部教授
- 1995年 東京大学定年退官
- 1995年 神奈川大学短期大学部特任教授
- 2000年 静岡文化芸術大学文化政策学部教授、学部長
- 2006年 静岡文化芸術大学名誉教授

## 人物
勝俣久作の三男。中世期の農民、低い身分の民衆の生活実態を解明し、史学の研究対象を拡大した。「商返し」等の中世の法的習慣の内容と成立の過程を検証した。指導教官の佐藤進一より厳密な史料研究を受け、フランス・アナール学派の業績を批判的に検討し、日本の史学における中世期研究の方法を比較研究の手法を用いて再構築した。石井進、網野善彦、笠松宏至と共著がある。

## 受賞歴
1997年『戦国時代論』で角川源義賞受賞。

## 著書
- 『戦国法成立史論』東京大学出版会、1979年
- 『一揆』岩波新書、1982年
- 『戦国時代の村の生活 和泉国いりやまだ村の一年』（宮下実 絵）岩波書店、1988年
- 『戦国時代論』岩波書店、1996年
- 『中世社会の基層をさぐる』山川出版社、2011年

## 編纂
- 『中世人の生活世界』山川出版社 1996年
- 『寺院・検断・徳政 戦国時代の寺院史料を読む』山川出版社 2004年